# Schloss Lunéville

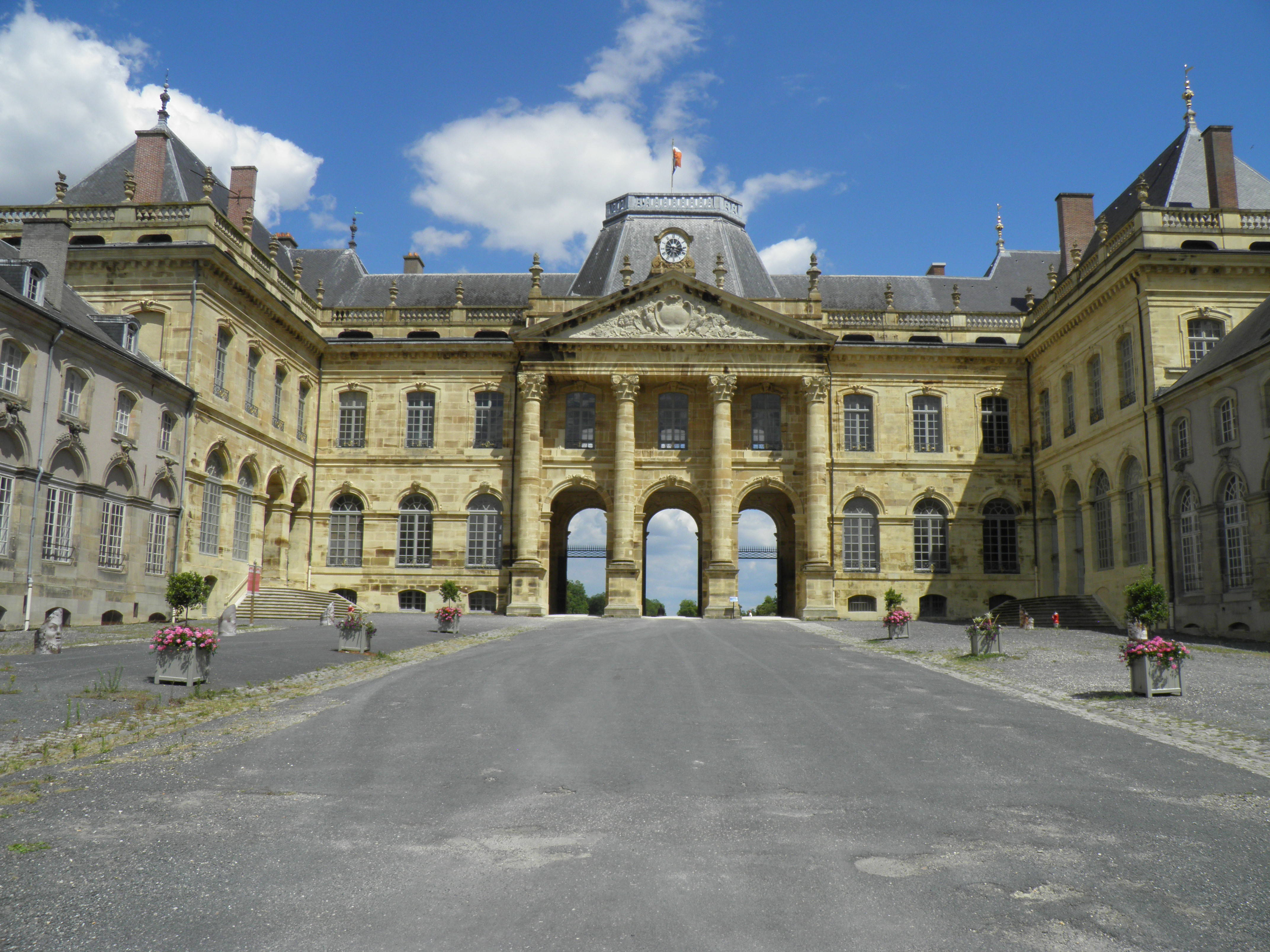
Der Ehrenhof

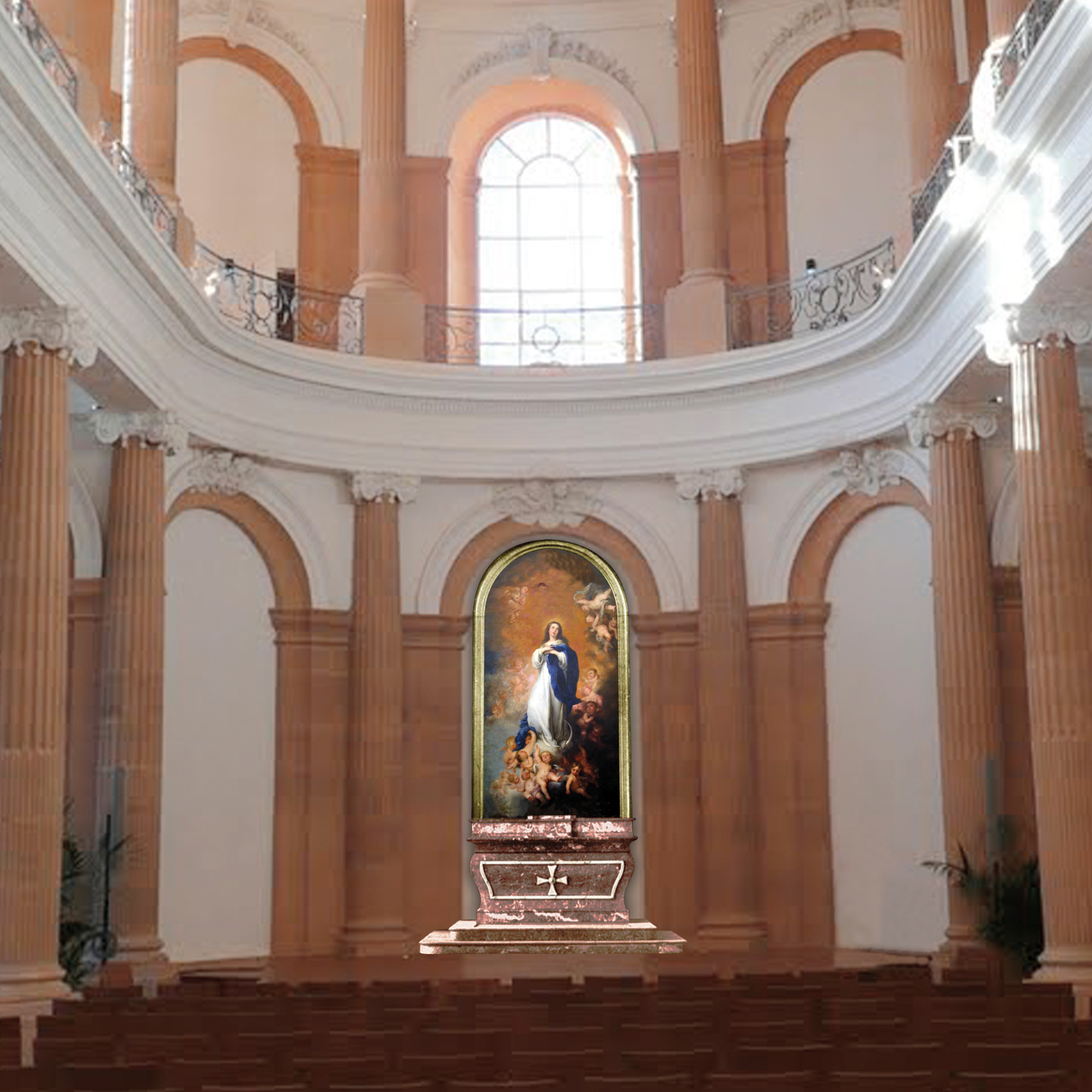
Die Schlosskapelle

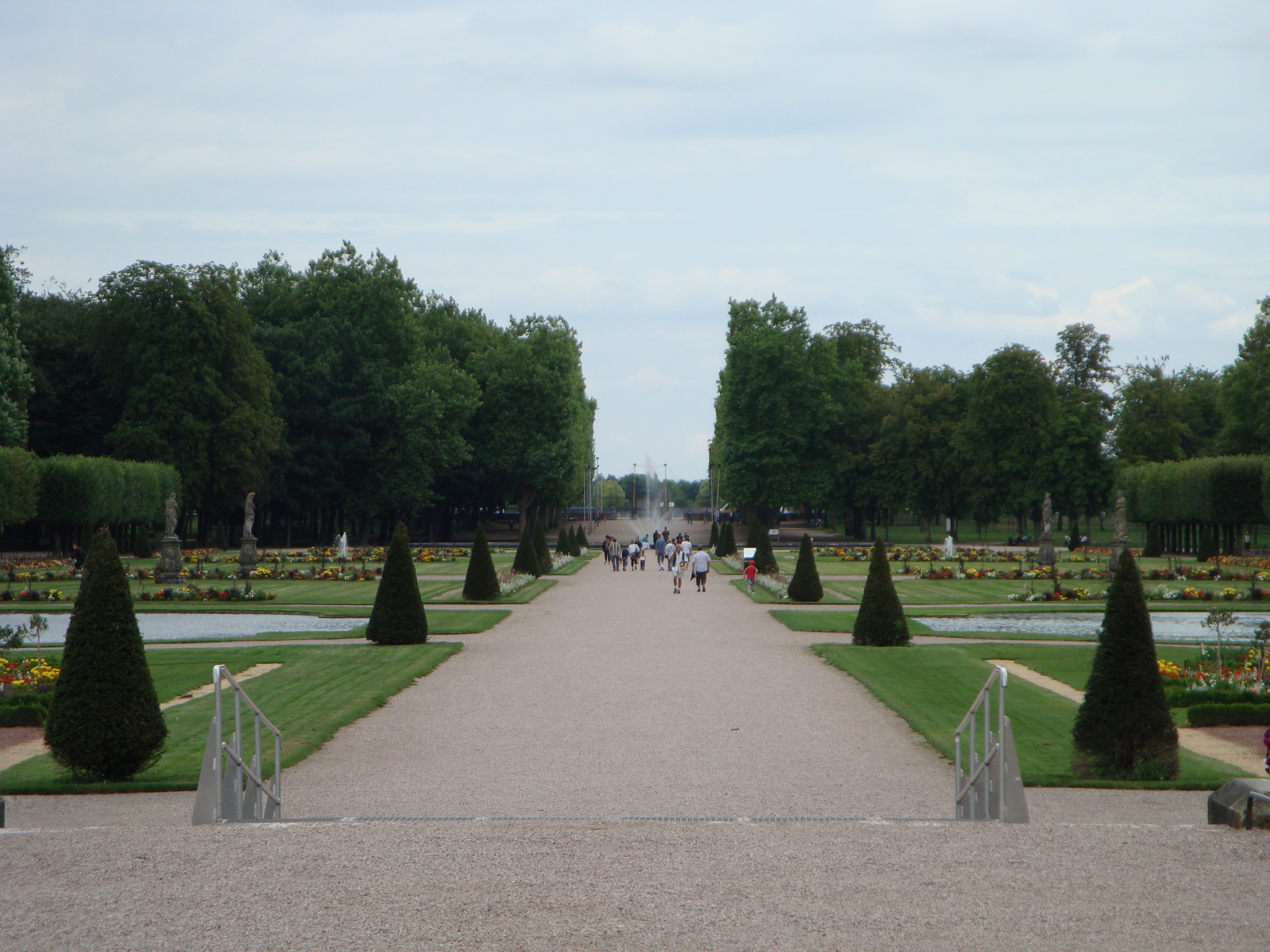
Der Schlossgarten (2010)

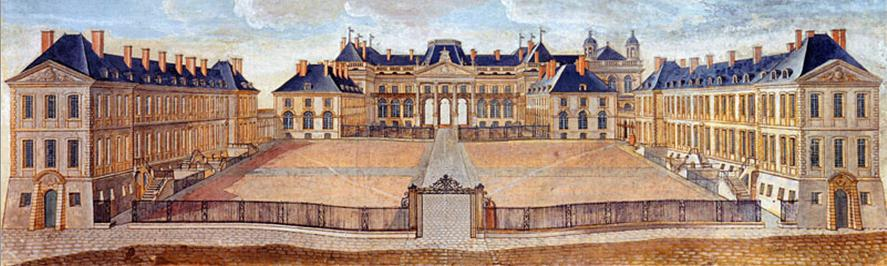
Schloss Lunéville im 18. Jh.

Das Schloss Lunéville ist ein Schloss in der französischen Stadt Lunéville.
Schon seit dem 13. Jahrhundert besaßen die Herzöge von Lothringen in Lunéville ein Schloss. Das derzeitige Schloss ließ Herzog Leopold zwischen 1703 und 1720 von den Baumeistern Pierre Bourdict, Nicolas Dorbay und vor allem Germain Boffrand errichten, wobei 1719 ein Brand Teile wieder vernichtete.
Das Meisterwerk der Architektur des 18. Jahrhunderts wird auch als „lothringisches Versailles“ bezeichnet und wurde im Jahr 1901 als Monument historique klassifiziert. Der letzte Herzog von Lothringen, Stanislaus I. Leszczyński, starb hier 1766 an den Verletzungen, die er durch einen Brand in seinem Zimmer erlitt. Dieses Datum markiert die endgültige Übernahme des Herzogtums Lothringen durch Frankreich gemäß den Abmachungen des Friedens von Wien (1738). Die ehemals fürstlichen Räume gehören heute dem Verteidigungsministerium und der Rest des Gebäudes dem Conseil Général de la Meurthe-et-Moselle.

## Brand 2003
Das Schloss wurde bei einem Brand im Januar 2003 schwer beschädigt. Der Conseil général in Nancy sammelt Spenden zur Wiederherstellung der zerstörten Teile des Schlosses.
In der Nacht vom 2. bis 3. Januar 2003 verwüstete ein Feuer zwei Drittel der Fürstenhäuser des Verteidigungsministeriums, ein Drittel der Gebäude des Generalrats von Meurthe-et-Moselle sowie das gesamte Dach des Südost- und Königskapelle. Die Dächer verursachten durch Einsturz den Erdrutsch wichtiger Mauerwerkselemente.
Seit 2003 werden Erste-Hilfe-Maßnahmen ergriffen, um die Sicherheit der Besucher zu einem Preis von 3 Millionen Euro zu gewährleisten. Eine Studie über die Restaurierung der Burg begann im Jahr 2004 unter der Schirmherrschaft des Chefarchitekten historischer Denkmäler. Die Arbeit wird vom Verteidigungsministerium und dem Generalrat von Meurthe-et-Moselle (mit Hilfe von Zuschüssen, Versicherungen und europäischen Krediten) finanziert.

Die geschätzten Gesamtkosten dieser Arbeiten (Rekonstruktion und Restaurierung) betragen mehr als 100 Millionen Euro, verteilt auf 60 % für den Staat des Eigentümers und 40 % auf Kosten der Abteilung. Insgesamt wird die Abteilung, die von ihrem Versicherer einen Scheck über mehr als 26 Millionen Euro erhalten hat, in den Zeitraum 2007–2013 investieren, 36 Millionen Euro. Weitere 14 Millionen sind für den Zeitraum 2013–2016 geplant.

## Bauwerke und Gartenarchitektur
- Les Cascades
- Grand Canal
- Les Chartreuses
- Piece d’Eau
- Vezouze Riviere
- Treffle Batiment-Chinois
- Les Rochers avec les Figures mouventes
- Hotel de Craon
- Menagerie de Mr. le Duc
- L’Orangerie
- Les Plaisirs de Monseigneur le Prince Charles
- Eglise des Carmes.
- Gendarmeries
- Les Minimes
- Religieuses de la Congregation
- La Paroisse
- Les Sœur Grises
- Les Capucins
- L’Hospital
- La Chapelle
- Comedie
- Pêche
- Academie
- Cazerne